# Guilherme, Duque de Cumberland
Guilherme Augusto, (26 de abril de 1721 - 31 de outubro de 1765), foi o filho mais novo do rei Jorge II da Grã-Bretanha e da princesa Carolina de Ansbach, bem como Duque de Cumberland desde 1726. É mais conhecido pelo seu papel em esmagar as Insurreições Jacobitas na Batalha de Culloden em 1746, e, devido à mesma, é conhecido como o "Carniceiro" Cumberland. Depois de Culloden, Guilherme teve uma carreira militar fracassada e, após a Convenção de Klosterzeven em 1757, nunca mais voltou a ter um comando militar activo, tendo passado a dedicar-se à política e às corridas de cavalos.

## Primeiros anos

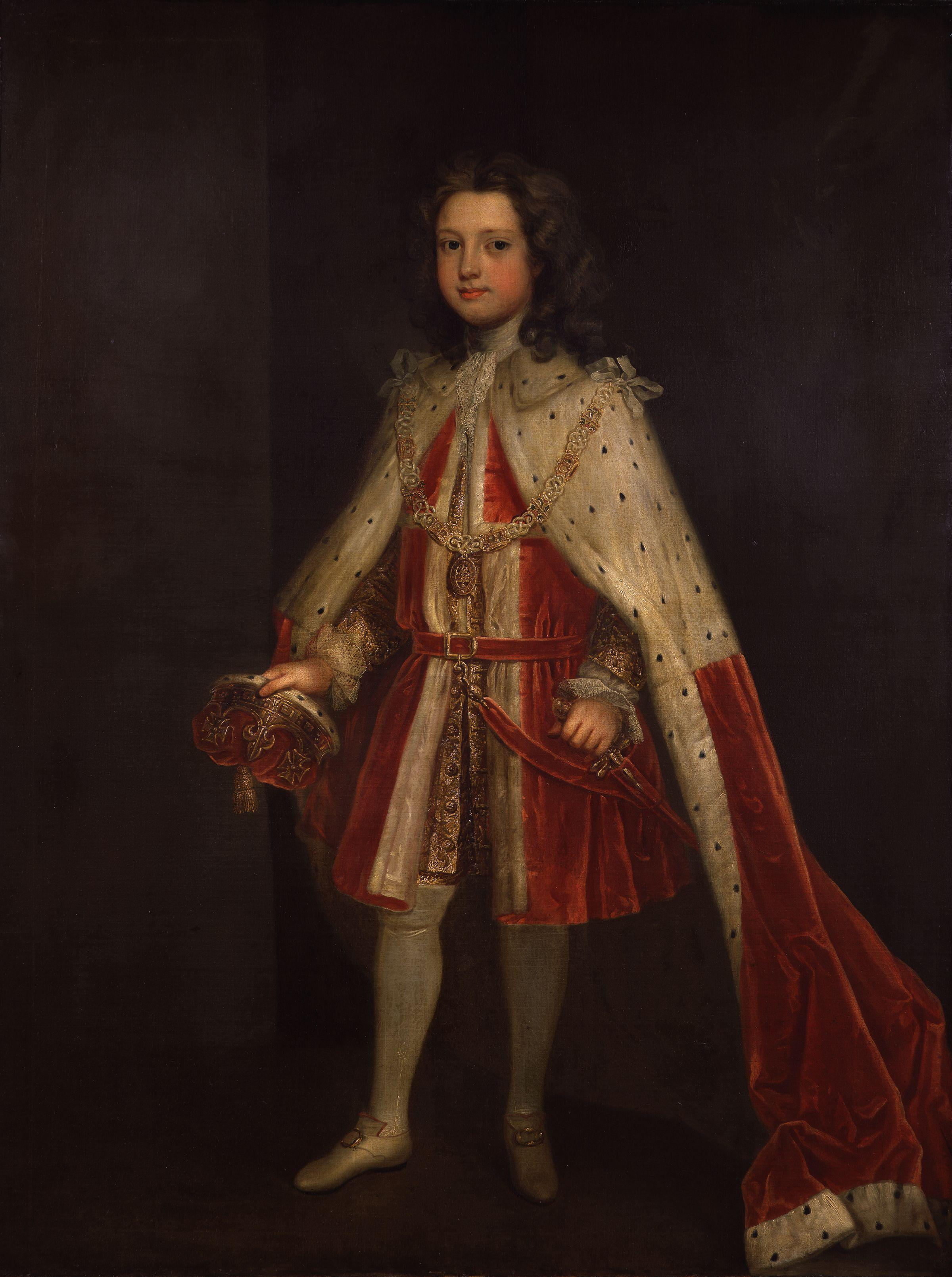
Guilherme, enquanto criança, por Charles Jervas, na National Portrait Gallery.

Guilherme nasceu em Leicester House, em Leicester Fields (actual Leicester Square), Westminster, Londres, para onde os seus pais se tinham mudado depois de o seu avô, o rei Jorge I, ter aceite o trono britânico. Entre os seus padrinhos encontravam-se o rei e a rainha da Prússia, sua tia materna, mas aparentemente não estiveram presentes na cerimónia de baptismo e foram representados por outras pessoas. A 27 de julho de 1726, quando tinha quatro anos de idade, Guilherme recebeu os títulos de Duque de Cumberland, marquês de Berkhamstead, no condado de Hertford, conde de Kennington, no condado de Surrey, visconde de Trematon, no condado da Cornualha, e barão da ilha de Alderney.
O jovem príncipe foi bem educado. A sua mãe nomeou Edmond Halley para seu tutor. Outro dos seus tutores era um dos favoritos da sua mãe, Andrew Fountaine. No Palácio de Hampton Court, os seus aposentos foram criados em exclusivo para ele por William Kent.
O irmão mais velho de Guilherme, o príncipe Frederico de Gales, apresentou a proposta de dividir os domínios do rei. Frederico reinaria na Grã-Bretanha, e Guilherme em Hanôver, mas a proposta nunca se chegou a realizar.

## Início da carreira militar
Desde pequeno, Guilherme mostrou coragem e habilidade física, tendo-se tornado o favorito dos pais. Foi alistado no 2.º Guardas-a-Pé e tornou cavaleiro da Ordem de Bath aos quatro anos de idade. O rei e a rainha queriam que o filho lutasse pelo posto de Lorde Grande Almirante e, em 1740, Guilherme partiu como voluntário numa frota comandada por sir John Norris, mas rapidamente se sentiu insatisfeito com a marinha e, em 1742, iniciou a sua carreira no exército.

## Guerra da Sucessão Austríaca

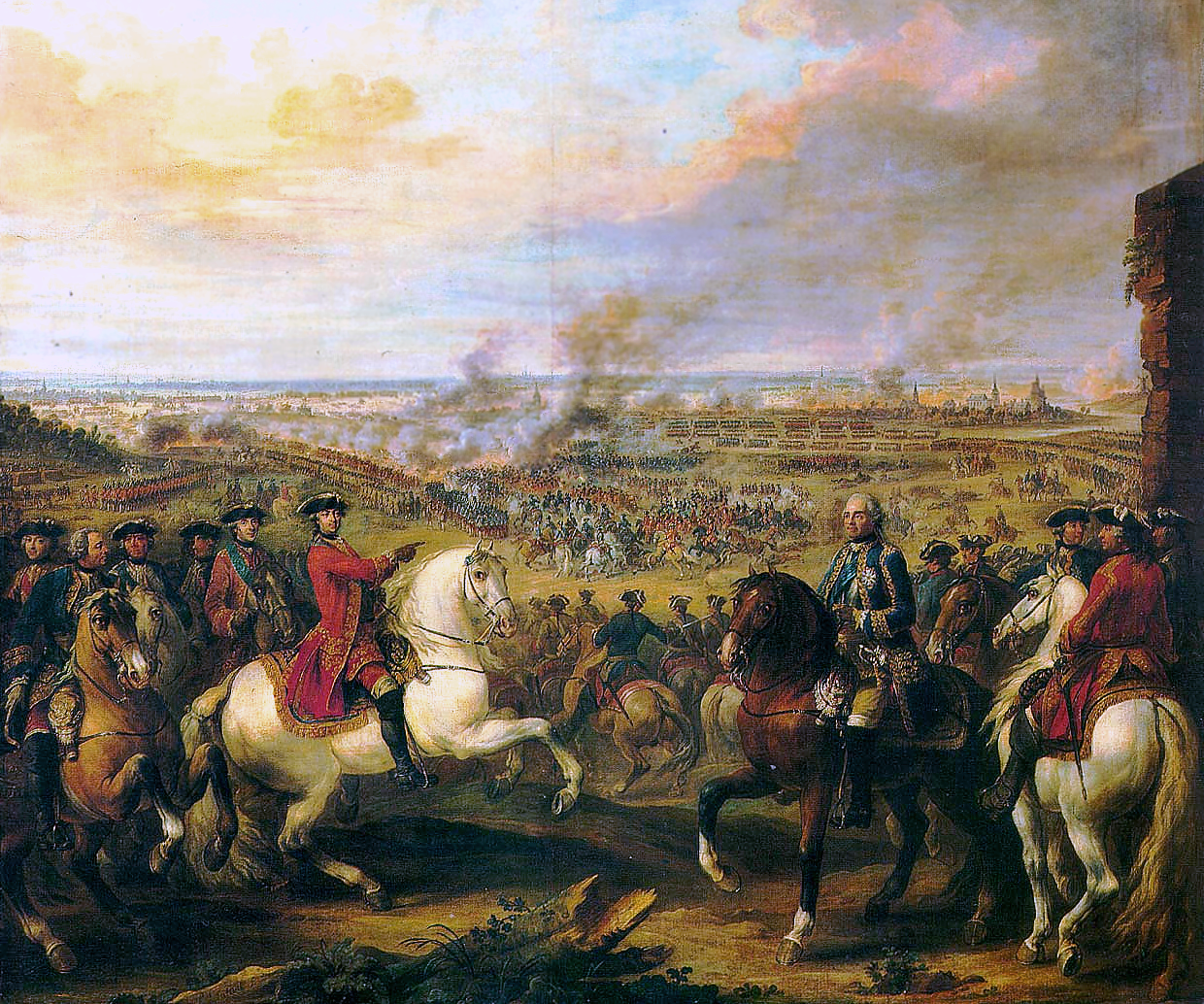
Batalha de Fontenoy,
por Pierre Lenfant, no Palácio de Versalhes.

Em dezembro de 1742, Guilherme tornou-se major-general e, no ano seguinte, prestou o seu primeiro serviço militar activo na Alemanha. Jorge II e o "rapaz guerreiro" partilharam a glória da Batalha de Dettingen (27 de julho de 1743), e Cumberland, que ficou ferido na perna com uma bala de mosquete, foi descrito como um herói na Grã-Bretanha, o que cimentou a sua popularidade militar. Depois da batalha, subiu ao posto de tenente-general.
Em 1745, Cumberland tornou-se capitão-general das forças terrestres britânicas e, em Flandres, apesar da sua inexperiência, tornou-se comandante-em-chefe das tropas hanoverianas, austríacas e holandesas, aliadas da Grã-Bretanha. Inicialmente tinha planeado uma ofensiva contra os franceses, uma acção que esperava levar à captura de Paris, mas foi persuadido pelos seus conselheiros de que tal era impossível, devido à vasta superioridade numérica do inimigo. Durante esta altura, Guilherme foi guiado pelo experiente general Lord Ligonier, nascido em França, que o convenceu de que os aliados deveriam agir na defensiva.
Como se tornou claro que a intenção francesa era capturar Tournai, Guilherme avançou para libertar a cidade, que estava a ser atacada pelo marechal de Saxe. Seguiu-se a Batalha de Fontenoy a 11 de maio de 1745, na qual os aliados foram derrotados pelos franceses. Saxe tinha escolhido o local no qual ia enfrentar os britânicos e encheu uma floresta próxima de atiradores franceses. Guilherme ignorou a ameaça da floresta quando concebeu os planos da batalha e decidiu concentrar-se na captura da cidade de Fontenoy e atacar o exército francês principal que estava próximo. Apesar de um ataque anglo-hanoveriano concentrado contra o centro francês, que levou muitos a acreditar que os aliados tinham vencido, o fracasso em conseguir limpar a floresta e das forças holandesas em capturar Fontenoy forçaram Guilherme a retirar as suas forças militares. Depois da batalha, Guilherme foi duramente criticado pelas suas tácticas, principalmente por não ter conseguido ocupar a floresta. Como consequência desta batalha, Cumberland foi forçado a retirar-se para Bruxelas e não conseguiu impedir a queda de Gante, Burgos e Ostend.

## Insurreição Jacobita - "Os Quarenta-e-Cinco"

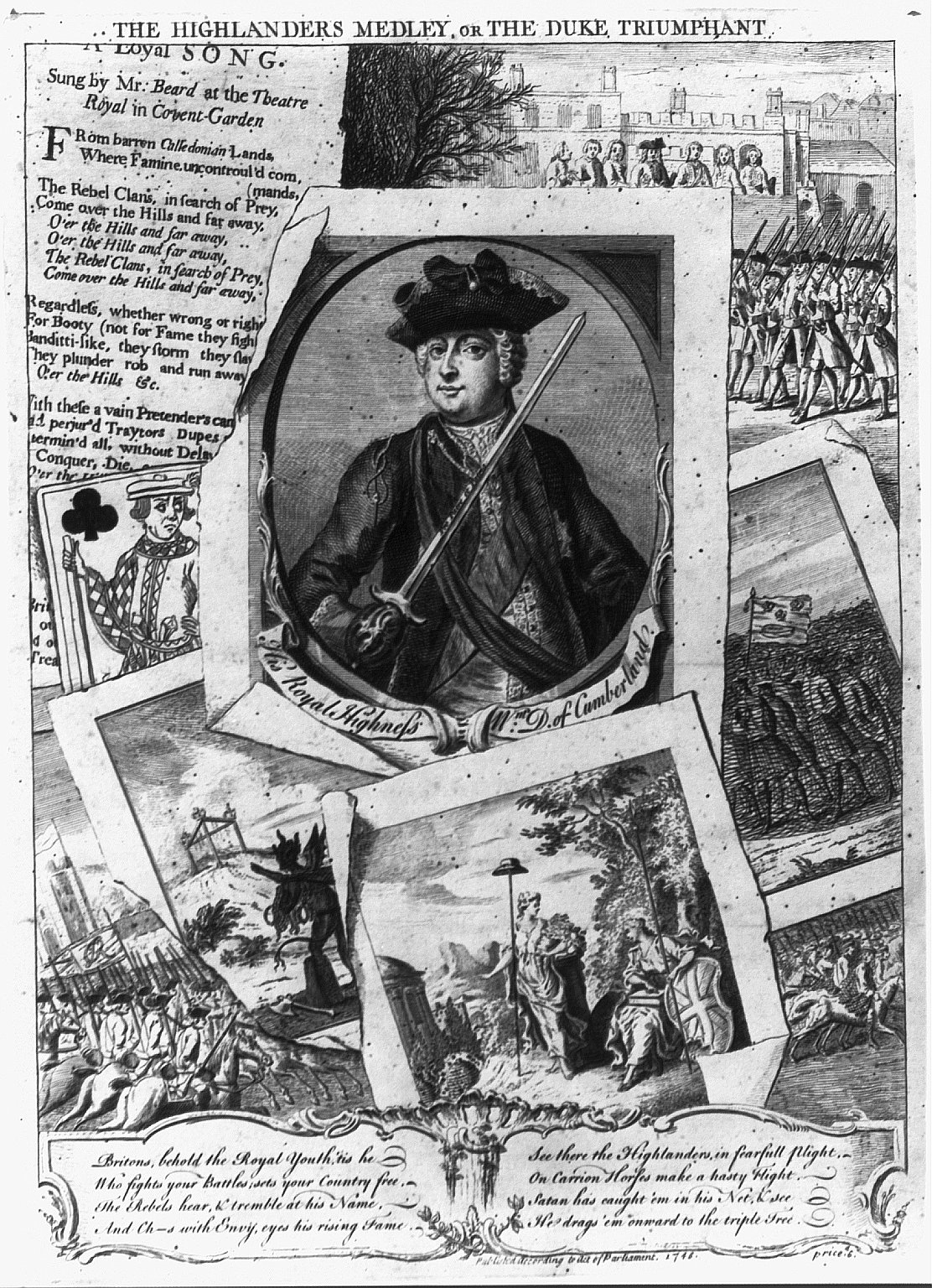
Guilherme durante a campanha nas terras altas, na Biblioteca do Congresso

Sendo o general mais conceituado da época, Guilherme foi escolhido para colocar um ponto final nas acções de Carlos Eduardo Stuart, conhecido como "O Jovem Pretendente", na insurreição jacobita de 1745. A sua nomeação foi celebrada e elevou o moral do público e das tropas britânicas.
Chamado da Flandres, Guilherme iniciou as preparações para suprimir a insurreição. O exército jacobita tinha avançado para sul em Inglaterra, na esperança de que os jacobitas ingleses se juntassem a eles. Contudo, depois de terem obtido um apoio muito limitado, principalmente por parte do regimento de Manchester, os jacobitas decidiram retirar-se para a Escócia.
Guilherme juntou-se ao exército do centro de Inglaterra, comandado por Ligonier, e começou a perseguir o inimigo, à medida que os Stuart se retiravam para norte a partir de Derby. Ao chegar a Penrith, a parte avançada do seu exército foi repelido em Clifton Moor, e Guilherme compreendeu que uma tentativa de alcançar os habitantes das terras altas que se estavam a retirar seria inútil. Carlisle foi reconquistada e Guilherme foi chamado a Londres, onde se estavam a fazer preparativos para receber uma suposta invasão francesa. A derrota do seu substituto, Henry Hawley, em Falkirk, aumentou os medos do povo inglês em janeiro de 1746, e as esperanças britânicas estavam concentradas no duque. Guilherme foi nomeado comandante das forças na Escócia.

### Culloden
Ao chegar a Edimburgo a 30 de janeiro de 1746, Guilherme procedeu imediatamente à busca do Jovem Pretendente. Fez um desvio para Aberdeen, onde passou algum tempo a treinar as forças bem-equipadas, agora sob o seu comando, para a próxima fase do conflito no qual se iam envolver. Preparou o seu exército para aguentar ataques agressivos nos quais o sucesso dos habitantes das terras altas dependiam e reorganizou as forças, restaurando a sua disciplina e confiança.
A 8 de abril de 1746, Guilherme partiu de Aberdeen para Inverness e, a 16 de abril, lutou a decisiva Batalha de Culloden, na qual as forças do Jovem Pretendente foram completamente derrotadas. Guilherme ordenou que as suas tropas não mostrassem misericórdia contra os sobreviventes jacobitas (pessoas do exército francês, incluindo aqueles que tinham nascido em Inglaterra ou na Irlanda, foram tratados como combatentes legítimos). Depois, o exército britânico embarcou na chamada "pacificação" das áreas jacobitas nas terras altas: todos aqueles que o exército achava serem rebeldes foram mortos, foram queimados alguns locais "rebeldes" não-combatentes e foi confiscado gado em grande escala. Algumas regiões jacobitas nas terras altas sobreviveram aos ataques dos casacas-vermelhos apenas para morrer de fome no inverno seguinte. Este castigo colectivo não foi aplicado a zonas mais baixas (principalmente no noroeste), onde o jacobitismo também tinha sido forte.

### Carniceiro Cumberland
A alcunha "carniceiro", era uma provocação, registada pela primeira vez na cidade de Londres, utilizada com propósitos políticos em Inglaterra. O próprio irmão de Guilherme, o príncipe de Gales (a quem o pai tinha recusado um pedido para ter um papel militar), parece ter estado envolvido nos ataques que foram feitos ao duque. As suas acções colocaram um ponto final na guerra quase imediatamente e a grande maioria da população escocesa, o resto da população britânica e as colónias elogiaram-no por os ter salvo da ameaça jacobita. Guilherme recebeu mesmo uma licenciatura honorária da Universidade de Glasgow.
Guilherme mantinha uma disciplina muito severa no seu campo. Era inflexível na execução daquilo que considerava ser o seu dever, sem conceder favores a ninguém. Ao mesmo tempo, exerceu a sua influência em favor da clemência em casos especiais que lhe eram apresentados. Alguns anos depois, James Wolfe falou do duque, dizendo que "estava sempre a fazer actos nobres e generosos". Os esforços vitoriosos do duque foram reconhecidos através da concessão de um rendimento de £ 25 000 por ano, além do dinheiro que recebia da lista civil. Foi organizada uma missa de acção de graças na Catedral de São Paulo, na qual se tocou pela primeira vez a música "The Conquering Hero" (O Herói Conquistador), composta por George Frideric Handel em honra de Guilherme.

## Paz

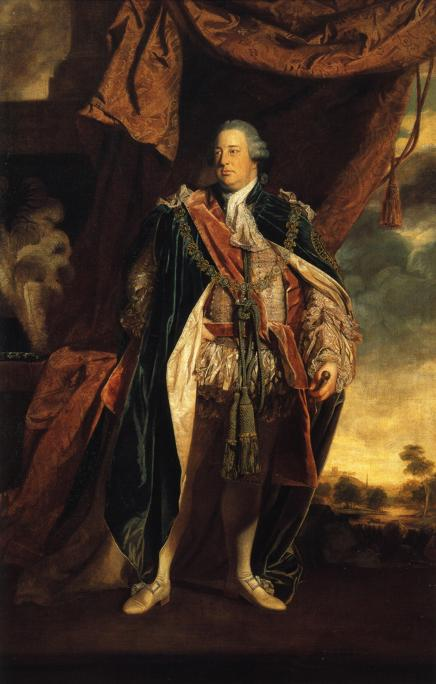
Guilherme, por Joshua Reynolds, no Devonshire Collection.

Durante o período de dez anos de paz que começou em 1748, Guilherme ocupou-se principalmente com os seus deveres como capitão-geral e o resultado do seu trabalho mostrou-se claramente na conduta do exército durante a Guerra dos Sete Anos. A sua falta de popularidade, que tinha vindo a aumentar desde Culloden, interferiu muito com o sucesso das suas políticas, e quando a morte do príncipe de Gales fez com que o filho dele, ainda menor, sucedesse ao trono, o duque não conseguiu um lugar no conselho de regência. Como tinha sido acordado, a regência foi entregue à princesa de Gales viúva, que o considerava um inimigo, mas os seus poderes eram reduzidos, por isso teve de ser aconselhada por um comité de doze homens, liderados por Guilherme.
Guilherme apoiou fortemente a colónia da Georgia, que tinha sido fundada por James Oglethorpe, por esta ser um local onde antigos soldados se podiam estabelecer.

## Guerra dos Sete Anos
Em 1757, rebentou a Guerra dos Sete Anos e Guilherme liderou o Exército de Observação, uma força de aliados alemães paga pelos britânicos que tinha como objectivo defender Hanôver de um ataque francês. Na Batalha de Hastenbeck, perto de Hamelin, travada a 26 de julho de 1757, o exército de Guilherme foi derrotada pelas forças militares superiores de d'Estrées. Apesar de, aparentemente, ter vantagem perto do final da batalha, as forças de Guilherme começaram a retirar-se. Em pouco tempo, a disciplina tinha desaparecido e o exército de Guilherme começou a dirigir-se para norte em desordem total. Guilherme esperava que a Marinha Real lhe trouxesse reforços e abastecimentos que lhe teriam permitido reagrupar e contra-atacar, mas os britânicos preferiram organizar uma expedição para Rochefort, mesmo apesar de terem sido aconselhados a ajudar Guilherme.
Em setembro de 1757, Guilherme e as suas forças tinham-se retirado para a cidade fortificada de Stade na costa do mar do Norte. O rei deu-lhe poderes discricionários para negociar uma paz separada. Cercado pelos franceses, liderados por Richelieu, Guilherme concordou com a Convenção de Klosterzeven no mosteiro de Zeven, a 8 de setembro de 1757. Os termos deste acordo, idealizado pelo rei da Dinamarca, exigiam a separação do exército de Guilherme e a ocupação oficial de grande parte de Hanôver pelas tropas francesas. Tal deixou um dos aliados da Grã-Bretanha, a Prússia, exposta a um ataque de oeste e parecia oferecer aos franceses uma vitória fácil na guerra.
Quando Guilherme regressou a Londres, foi mal-tratado pelo seu pai apesar de este lhe ter dado anteriormente permissão para negociar o acordo. Quando se encontraram, Jorge II comentou: "Aqui está o meu filho, que me arruinou e desgraçou". Em resposta, Guilherme demitiu-se de todos os seus cargos militares e públicos e retirou-se para uma vida privada. Durante a sua reforma, Guilherme não fez qualquer tentativa para justificar a sua conduta, aplicando a si mesmo a mesma disciplina que exigia dos outros. A convenção, que desagradou profundamente aos britânicos, acabaria por ser revogada e o antigo exército de Guilherme foi reformado sob o comando do duque Fernando de Brunswick, que o liderou com grande sucesso durante o resto da guerra, impedido várias tentativas por parte da França para atacar Hanôver. Durante alguns anos, Guilherme viveu calmamente em Cumberland Lodge, em Windsor, e depois em Londres, intervindo pouco na política.

## Últimos anos
Os últimos anos de vida do duque foram vividos durante os primeiros anos de reinado do seu sobrinho, o rei Jorge III, que subiu ao trono após a morte do pai de Guilherme a 25 de outubro de 1760. O duque acabaria por morrer exactamente cinco anos e cinco dias depois, com apenas quarenta-e-quatro anos, a mesma idade que seu irmão mais velho Frederico, com quem não se entendia, tinha, quando morreu nove anos antes. Após a morte do seu pai, Guilherme lutou com a sua cunhada pelo papel mais importante na regência em tempos críticos. A Carta de Regência de 1765 tornou-se um grande problema político e trouxe problemas ao governo de George Grenville.
Guilherme passou a preocupar-se muito com o novo rei, a tal ponto que alguns temeram que se estivesse a aproveitar para se tornar no poder atrás do trono. Apesar de tudo, a sua popularidade foi recuperada ao longo destes cinco anos, uma vez que voltou a exercer um papel importante na política e tinha cada vez mais influência. Fez muito para retirar o ministério de Bute do poder e depois fez o mesmo com o de Grenville, fazendo tudo para voltar a colocar William Pitt no poder. A opinião pública estava agora a seu favor, e Guilherme tornou-se quase tão popular como tinha sido na sua juventude. Pouco antes da sua morte, foi pedido ao príncipe para iniciar negociações com Pitt para que este voltasse ao poder. Contudo, estas acabaram por não ter sucesso. Entretanto, a saúde do duque começava a deteriorar-se. Nunca recuperou completamente do ferimento que tinha contraído em Dettingen e estava a ficar obeso. Em agosto de 1760, sofreu uma apoplexia. O príncipe Guilherme, duque de Cumberland, morreu subitamente na rua Upper Grosvenor, em Londres, a 31 de outubro de 1765, aparentemente devido a um enfarte miocárdio. Foi enterrado no chão da nave da Capela de Henrique VII na Abadia de Westminster.